# Championnats de Sainte-Lucie de cyclisme sur route
Les championnats de Sainte-Lucie de cyclisme sur route sont les championnats nationaux de cyclisme sur route organisés par la Fédération de Sainte-Lucie de cyclisme.

## Podiums des championnats masculins

### Course en ligne
| Année | Vainqueur         | Deuxième           | Troisième          |
| ----- | ----------------- | ------------------ | ------------------ |
| 2008  | Kurt Maraj        | Stanislas Williams | Kirk Maraj         |
| 2009  | Kurt Maraj        | Chester Forde      | Stanislas Williams |
| 2010  | Sammy Joseph      | Kirk Maraj         | Kurt Maraj         |
| 2011  | Kurt Maraj        | Fidel Mangal       | Kirk Maraj         |
| 2012  | Fidel Mangal      | Kurt Maraj         | Stanislas Williams |
| 2013  | Kurt Maraj        | Fidel Mangal       | Kirk Maraj         |
| 2014  | Kurt Maraj        | Fidel Mangal       | Kirk Maraj         |
| 2015  | Fidel Esnard      | Stanislas Williams | Gillan Moses       |
| 2016  | Antonius Baptiste | Fidel Esnard       | Stanislas Williams |
| 2017  | Andrew Norbert    | Fidel Esnard       | Kluivert Mitchel   |
| 2018  | Andrew Norbert    | Stanislas Williams | Fidel Esnard       |
| 2023  | Kluivert Mitchel  | Stanislas Wiliams  | Fidel Esnard       |
| 2024  | Eltus Joseph      | Stanislas Wiliams  | Gillan Moses       |
| 2025  | Denver Alphonse   | Gillan Moses       | Esnard Fidel       |

### Contre-la-montre
| Année | Vainqueur          | Deuxième           | Troisième    |
| ----- | ------------------ | ------------------ | ------------ |
| 2009  | Kurt Maraj         | Stanislas Williams | Kirk Maraj   |
| 2010  | Kurt Maraj         | Stanislas Williams | Sammy Joseph |
| 2011  | Kirk Maraj         | Stanislas Williams | Fidel Esnard |
| 2023  | Kluivert Mitchel   |                    |              |
| 2024  | Stanislas Williams | Eltus Joseph       | Gillan Moses |
| 2025  | Denver Alphonse    | Gillan Moses       | Esnard Fidel |

### Course en ligne juniors
| Année | Vainqueur        | Deuxième          | Troisième      |
| ----- | ---------------- | ----------------- | -------------- |
| 2009  | Jordan Richard   | Russell Ferdinand | Ted George     |
| 2016  | Andrew Norbert   |                   |                |
| 2017  | Kluivert Mitchel | Jesse Mentor      | Sherkel Aubert |
| 2018  | Alvinus Monesir  |                   |                |
| 2023  | Matthew Louis    |                   |                |